# Мунк, Макс
Maкс Майкл Мунк (22 октября 1890, Гамбург — 3 июня 1986, Ошен-Сити, Мэриленд) — немецкий и американский инженер в области аэродинамики и авиационной техники.

## Биография
Происходил из еврейской семьи, его дядя был Адольф Левисон, и он должен был стать раввином.
Мунк был одарён в математике и естественных науках и учился до 1914 года в Политехнической школе в Ганновере, где получил диплом инженера в 1915 году. За это время он поменял своё имя Михаэл на Макс.
Во время Первой мировой войны был освобождён от военной службы.
Получив диплом, он обратился Прандтлю, у которого работал с 1916 по 1918 год. Вместе с Альбертом Бецем он был ближайшим научным сотрудником Прандтля, занимался теорией крыла, также отвечает за измерения в аэродинамической трубе.
Некоторые из своих работ он представил в качестве докторской диссертации в Ганновер, но не получил никакого ответа. Прандтль утешал его и предложил принять переработанный вариант его работы в Гёттингене в качестве докторской диссертации.
В конечном счёте, он получил две диссертации, одну из Ганновера и в мае 1918 года в Гёттингене. Результаты вскоре стали известны как теория крыла Прандтля, объясняющая индуктивное сопротивление. Эти результаты уже были известны Прандтлю и его окружению, но Мунк облёк их в математическую форму.
После войны Мунк некоторое время работал на дирижабль Цеппелин, где разработал небольшую аэродинамическую трубу для испытания моделей.
В 1920 году эмигрировал в США, где работал в Национальном консультативном комитете по аэронавтике (NACA) в течение следующих шести лет.
Ещё работая на фирме Цеппелин он понял, что, используя сжатый воздух в аэродинамической трубе, он может работать с меньшими моделями или уменьшить скорость потока. Когда в качестве другого подхода Владимир Маргулис, бывший сотрудник Н. Е. Жуковского, предложил использовать диоксид углерода в качестве среды, Мунк обвинил его в воровстве.
Современники отмечают высокомерие Мунка в отношениях с другими техниками, что приводило к напряжению и разногласиям. Это вызывало проблемы в работе, в 1921 году Мунк был назначен наблюдающим за строительством аэродинамической трубы в Лэнгли. В начале 1927 года имела место забастовка сотрудников в знак протеста.
Введённая в эксплуатацию (1923) аэродинамическая труба переменной плотности сделала NACA мировым лидером в области аэродинамических исследований, по крайней мере, на ближайшие десять лет.
Мунк расстался в 1927 году с NACA, работал в фирме Вестингаус в Питтсбурге, где он пытался решить проблемы с охлаждением электродвигателя. Затем он провёл год в Электроник корпорейшн в городе Камден, Нью-Джерси, а следующий год в небольшой авиакомпании в Колорадо. С 1930 года он писал страстные письма, в которых он изображал себя в качестве ведущего специалиста по аэродинамике. Во время Великой депрессии, он был консультант-редактором Aero Digest. Время от времени преподавал инженерные науки в Католическом университете в Вашингтоне. Тогда же он познакомился с гениальным самоучкой Робертом Джонсом и привлёк его в свои учебные классы.
В 1937 году женился на своей двоюродной сестре Буртин Хильде Мунк. Буртин разработан логотип Мунка аэронавигационной лаборатории в Брентвуде, штат Мэриленд.
Начиная с 1945 года работал научным сотрудником лаборатории ВМС боеприпасов. С 1958 года вплоть до своей отставки в 1961 году снова преподавал в Католическом университете. Затем он переехал в Рехобут-Бич, штат Делавэр, где он жил в передвижном доме рядом с его ближайшими родственниками и лечился после операции на глазах.
В 1977 году он опубликовал работу о последней теореме Ферма. В августе 1985 года он подарил свою коллекцию технических книг Историческому архиву Лэнгли.